# Államok vezetőinek listája 1871-ben
Ezen az oldalon az 1871-ben fennálló államok vezetőinek névsora olvasható földrészek, majd országok szerinti bontásban.

## Európa
- Andorra (parlamentáris társhercegség)
  - Társhercegek
    - Francia társherceg –
      1. III. Napóleon francia császár (1852–1870)
      2. Adolphe Thiers (1871–1873), lista

    - Episzkopális társherceg – Josep Caixal i Estradé (1853–1879), lista
- Badeni Nagyhercegség (monarchia)
- 1871 januárjában beolvadt a Német Birodalomba.
  - Uralkodó – I. Frigyes nagyherceg (1856–1907)
- Bajor Királyság (monarchia)
- 1871 januárjában beolvadt a Német Birodalomba.
  - Uralkodó – II. Lajos király (1864–1886)
- Belgium (monarchia)
  - Uralkodó – II. Lipót király (1865–1909)
  - Kormányfő –
    1. Jules d’Anethan (1870–1871)
    2. Jules Malou (1871–1878), lista
- Dánia (monarchia)
  - Uralkodó – IX. Keresztély király (1863–1906)
  - Kormányfő – Ludvig Holstein-Holsteinborg (1870–1874), lista
- Egyesült Királyság (parlamentáris monarchia)
  - Uralkodó – Viktória Nagy-Britannia királynője (1837–1901)
  - Kormányfő – William Gladstone (1868–1874), lista
- Északnémet Szövetség (monarchia)
  - Uralkodó – I. Vilmos császár (1867–1871)
  - Kancellár – Otto von Bismarck (1867–1871), lista
- Franciaország (köztársaság)
  - Államfő –
    1. Louis Jules Trochu (1870–1871)
    2. Adolphe Thiers (1871–1873), lista

  - Kormányfő – Jules Dufaure (1871–1873), lista
- Görögország (monarchia)
  - Uralkodó – I. György király (1863–1913)
  - Kormányfő –
    1. Aléxandrosz Kumundúrosz (1870–1871)
    2. Thraszivúlosz Zaimisz (1871–1872), lista
- Hesseni Nagyhercegség (monarchia)
- 1871 januárjában beolvadt a Német Birodalomba.
  - Uralkodó – III. Lajos nagyherceg (1848–1877)
- Hollandia (monarchia)
  - Uralkodó – III. Vilmos király (1849–1890)
  - Kormányfő –
    1. Pieter Philip van Bosse (1868–1871)
    2. Johan Rudolph Thorbecke (1871–1872), lista
- Liechtenstein (parlamentáris monarchia)
  - Uralkodó – II. János herceg (1859–1929)
- Luxemburg (monarchia)
  - Uralkodó – III. Vilmos nagyherceg (1849–1890)
  - Kormányfő – Lambert Joseph Servais (1867–1875), lista
- Monaco (monarchia)
  - Uralkodó – III. Károly herceg (1856–1889)
- Montenegró (monarchia)
  - Uralkodó – I. Miklós király (1860–1918)
- Német Birodalom (monarchia)
- A Német Birodalom 1871. január 18-án jött létre több állam egyesítésével.
  - Uralkodó – I. Vilmos császár (1871–1888)
  - Kancellár – Otto von Bismarck (1871–1890), lista
- Olasz Királyság (monarchia)
  - Uralkodó – II. Viktor Emánuel király (1861–1878)
  - Kormányfő – Giovanni Lanza (1869–1873), lista
- Orosz Birodalom (monarchia)
  - Uralkodó – II. Sándor cár (1855–1881)
- Osztrák–Magyar Monarchia (monarchia)
  - Uralkodó – I. Ferenc József király (1848–1916)
  - Kormányfő –
    - Osztrák Császárság –
      1. Alfred Józef Potocki (1870–1871)
      2. Karl Sigmund von Hohenwart (1871)
      3. Ludwig von Holzgethan (1871)
      4. Adolf von Auersperg (1871–1879), lista

    - Magyar Királyság –
      1. Andrássy Gyula (1867–1871)
      2. Lónyay Menyhért (1871–1872), lista
- Pápai állam (abszolút monarchia)
  - Uralkodó – IX. Piusz pápa (1846–1878)
- Portugália (monarchia)
  - Uralkodó – I. Népszerű Lajos király (1861–1889)
  - Kormányfő –
    1. António José de Ávila (1870–1871)
    2. Fontes Pereira de Melo (1871–1877), lista
- Román Királyság (monarchia)
  - Uralkodó – I. Károly király (1866–1914)
  - Kormányfő –
    1. Ion Ghica (1870–1871)
    2. Lascăr Catargiu (1871–1876), lista
- San Marino (köztársaság)
  - San Marino régenskapitányai
- Spanyolország (monarchia)
  - Uralkodó – I. Amadé király (1870–1873)
  - Kormányfő –
    1. Juan Bautista Topete (1870), ideiglenes
    2. Francisco Serrano (1871)
    3. Manuel Ruiz Zorrilla (1871)
    4. José Malcampo (1871)
    5. Práxedes Mateo Sagasta (1871–1872), lista
- Svájc (konföderáció)
  - Szövetségi Tanács:[1]
  - Wilhelm Matthias Naeff (1848–1875), Melchior Josef Martin Knüsel (1855–1875), Jakob Dubs (1861–1872), Karl Schenk (1863–1895), elnök, Jean-Jacques Challet-Venel (1864–1872), Emil Welti (1866–1891), Paul Cérésole (1870–1875)
- Svédország (parlamentáris monarchia)
- Norvégia és Svédország perszonálunióban álltak.
  - Uralkodó – XV. Károly király (1859–1872)
- Szerb Fejedelemség (monarchia)
  - Uralkodó – I. Milán király (1868–1889)
  - Kormányfő – Radivoje Milojković (1869–1872), lista
- Württembergi Királyság (monarchia)
- 1871 januárjában beolvadt a Német Birodalomba.
  - Uralkodó – Károly király (1864–1891)

## Afrika
- Asanti Birodalom (monarchia)
  - Uralkodó – Kofi Karikari (1868–1874)
- Benini Királyság (monarchia)
  - Uralkodó – Adolo király (1848–1888)
- Etiópia (monarchia)
  - Uralkodó –
    1. II. Tekle Gijorgisz (1868–1871)
    2. IV. János császár (1871–1889)
- Kaffa Királyság (monarchia)
  - Uralkodó – Gali Serocso császár (1870–1890)
- Kanói Emírség (monarchia)
  - Uralkodó – Abdullah (1855–1883)
- Libéria (köztársaság)
  - Államfő –
    1. Edward James Roye (1870–1871)
    2. James Skivring Smith (1871–1872), lista
- Marokkó (monarchia)
  - Uralkodó – IV. Mohammed szultán (1859–1873)
- Mohéli (Mwali) (monarchia)
  - Uralkodó – Mohamed bin Szaidi Hamadi Makadara király (1865–1874)
- Oranje Szabadállam (köztársaság)
  - Államfő – Jan Brand (1864–1888), lista
- Szokoto Kalifátus (monarchia)
  - Uralkodó – Ahmadu Rufai (1867–1873)
  - Kormányfő – Ibrahim Khalilu bin Abd al-Kadir (1859–1874) nagyvezír
- Szváziföld (monarchia)
  - Uralkodó – Tsandzile Ndwandwe régens királyné (1865–1875)
- Transvaal Köztársaság (köztársaság)
  - Államfő –
    1. Marthinus Wessel Pretorius (1864–1871)
    2. Daniel Jacobus Erasmus (1871–1872), lista
- Vadai Birodalom
  - Uralkodó – Ali kolak (1858–1874)

## Dél-Amerika
- Argentína (köztársaság)
  - Államfő – Domingo Faustino Sarmiento (1868–1874), lista
- Bolívia (köztársaság)
  - Államfő –
    1. José Mariano (1864–1871)
    2. Agustín Morales (1871–1872), lista
- Brazil Császárság (monarchia)
  - Uralkodó – II. Péter császár (1831–1889)
Izabella régensnő (1871–1872)
- Chile (köztársaság)
  - Államfő –
    1. José Joaquín Pérez (1861–1871)
    2. Federico Errázuriz Zañartu (1871–1876), lista
- Ecuador (köztársaság)
  - Államfő – Gabriel García Moreno (1869–1875), lista
- Kolumbia (köztársaság)
  - Államfő – Eustorgio Salgar (1870–1872), lista
- Paraguay (köztársaság)
  - Államfő –
    1. Cirilo Antonio Rivarola (1870–1871)
    2. Salvador Jovellanos (1871–1874), lista
- Peru (köztársaság)
  - Államfő – José Balta (1868–1872), lista
- Uruguay (köztársaság)
  - Államfő – Lorenzo Batlle y Grau (1868–1872), lista
- Venezuela (köztársaság)
  - Államfő – Antonio Guzmán Blanco (1870–1877), lista

## Észak- és Közép-Amerika
- Amerikai Egyesült Államok (köztársaság)
  - Államfő – Ulysses S. Grant (1869–1877), lista
- Costa Rica (köztársaság)
  - Államfő – Tomás Guardia Gutiérrez (1870–1876), lista
- Dominikai Köztársaság (köztársaság)
  - Államfő – Buenaventura Báez (1868–1874), lista
- Salvador (köztársaság)
  - Államfő –
    1. Francisco Dueñas (1863–1871)
    2. Santiago González (1871–1876), lista
- Guatemala (köztársaság)
  - Államfő –
    1. Vicente Cerna Sandoval (1865–1871)
    2. Miguel García Granados (1871–1873), lista
- Haiti (köztársaság)
  - Államfő – Jean-Nicolas Nissage Saget (1869–1874), lista
- Honduras (köztársaság)
  - Államfő – José Maria Medina (1864–1872), lista
- Kanada (parlamentáris monarchia)
  - Uralkodó – Viktória királynő (1837–1901)
  - Kormányfő – John A. Macdonald (1867–1873), lista
- Mexikó (köztársaság)
  - Államfő – Benito Juárez (1857–1872), lista
- Nicaragua (köztársaság)
  - Államfő –
    1. Fernando Guzmán Solórzano (1867–1871)
    2. José Vicente Cuadra (1871–1875), lista

## Ázsia
- Aceh Szultánság (monarchia)
  - Uralkodó – Alauddin Mahmud Syah II (1870–1874)
- Afganisztán (monarchia)
  - Uralkodó – Ser Ali Kán emír (1868–1879)
- Bhután (monarchia)
  - Uralkodó – Dzsigme Namgyal druk deszi (1870–1873)
- Buhara
  - Uralkodó – Mozaffar al-Din kán (1860–1885)
- Dzsebel Sammar (monarchia)
  - Uralkodó – Muhammad bin Abdullah (1869–1897), Dzsebel Sammar emírje
- Csoszon (monarchia)
  - Uralkodó – Kodzsong király (1863–1897)
- Hiva
  - Uralkodó – II. Muhammad Rahím Bahadúr kán (1864–1910)
- Japán (császárság)
  - Uralkodó – Mucuhito császár (1867–1912)
- Kína
  - Uralkodó – Tung-cse császár (1861–1875)
- Maszkat és Omán (abszolút monarchia)
  - Uralkodó –
    1. Azzán szultán (1868–1871)
    2. Turki szultán (1871–1888)
- Nepál (alkotmányos monarchia)
  - Uralkodó – Szurendra király (1847–1881)
  - Kormányfő – Dzsung Bahadur Rana (1857–1877), lista
- Oszmán Birodalom (monarchia)
  - Uralkodó – Abdul-Aziz szultán (1861–1876)
  - Kormányfő –
    1. Mehmed Emin Ali pasa (1867–1871)
    2. Mahmud Nedim pasa (1871–1872), lista
- Perzsia (monarchia)
  - Uralkodó – Nászer ad-Din sah (1848–1896)
- Sziám (parlamentáris monarchia)
  - Uralkodó – Csulalongkorn király (1868–1910)

## Óceánia
- Tonga (monarchia)
  - Uralkodó – I. Tupou király (1845–1893)